# Tynemouth (circonscription du Parlement britannique)
Pour la ville, voir Tynemouth.
La circonscription de Tynemouth est une circonscription située dans le Tyne and Wear, et représentée à la Chambre des communes du Parlement britannique depuis 1997 par Alan Campbell du Parti travailliste.

## Anciens députés de la circonscription
- 1945-1950 : Grace Colman
- 1950-1974 : Irene Ward